# Bratislavia palmeni
Bratislavia palmeni is een ringworm uit de familie van de Naididae. De wetenschappelijke naam van de soort werd voor het eerst geldig gepubliceerd in 1905 door Munsterhjelm als Naidium palmeni.